# Geneseo (Nowy Jork)
Geneseo – miasto w Stanach Zjednoczonych, w stanie Nowy Jork, w hrabstwie Livingston.